# دللو (لمباردی)
دللو (به ایتالیایی: Dello) یک کومونه در ایتالیا است که در استان برشا واقع شده‌است. دللو ۲۳ کیلومتر مربع مساحت و ۵٬۶۳۹ نفر جمعیت دارد و ۸۴ متر بالاتر از سطح دریا واقع شده‌است.